# Simson (Suhl)
Simson is een historisch Oost-Duits bedrijf dat voortkwam uit de oude staalfabriek van de gebroeders Löb en Moses Simson. Onder de opeenvolgende politieke regimes veranderde de merknaam van de producten van dit bedrijf in BSW, Gustloff, AWO en uiteindelijk weer in "Simson". Het bedrijf produceerde wapens, fietsen, automobielen, motorfietsen, bromfietsen en kinderwagens.

## Bedrijfsnamen
De bedrijfsnamen veranderden een aantal malen onder invloed van de politieke ontwikkelingen rond de opkomst en de heerschappij van het Nationaalsocialisme, de kortstondige naoorlogse situatie in de Sovjet-bezettingszone, de daaropvolgende Duitse Democratische Republiek en ten slotte de Duitse hereniging.
- 1856-1933: Simson & Co. Eigenaar: Familie Simson. Merknaam: "Simson"
- 1933-1934: Waffen- und Fahrzeugwerke GmbH. Eigenaar: Familie Simson. Merknaam: "Simson"
- 1934-1935: Berlin-Suhler Waffen- und Fahrzeugwerke Simson & Co. Eigenaar: Familie Simson. Merknaam: "BSW"
- 1935-1936: Berlin-Suhler Waffen- und Fahrzeugwerke. Eigenaar: Fritz Sauckel. Merknaam: "BSW"
- 1936-1946: Gustloff-Werke Waffenwerk Suhl. Eigenaar: Wilhelm-Gustloff-Stiftung. Merknaam: "Gustloff"
- 1946-1947: Fahrradfabrik der sowjetischen Aktiengesellschaft für Spezialmaschinenbau Awtowelo. Eigenaar: Awtowelo. Merknaam: "AWO"
- 1947-1952: Staatliche Aktiengesellschaft "Awtowelo" Werk vorm. Simson & Co; Suhl (Thür.). Eigenaar: Staatseigendom DDR. Merknaam: "AWO"
- 1952-1968: VEB Fahrzeug und Gerätewerk Simson, Suhl. Eigenaar: Staatseigendom DDR. Merknaam: "Simson" (motorfietsen nog steeds "AWO")
- 1968-1989: VEB Fahrzeug- und Jagdwaffenwerk "Ernst Thälmann". Eigenaar: Staatseigendom DDR. Merknaam: "Simson"
- 1990-1991: VEB Fahrzeug- und Jagdwaffenwerk "Ernst Thälmann". Eigenaar: Treuhandanstalt. Merknaam: "Simson"
- 1991-1997: Suhler Fahrzeugwerk GmbH. Merknaam: "Simson"
- 1997-2000: Simson Zweirad GmbH. Merknaam: "Simson"
- 2000-2002: Simson Motorrad GmbH & Co. KG. Eigenaar: Klaus Bänsch (Kontec GmbH). Merknaam: "Simson"

## Geschiedenis
Het bedrijf ontstond in een voormalige zaagmolen in Suhl, die in 1741 was omgebouwd tot ijzerpletterij. In 1854 kochten de broers Löb en Moses Simson een derde deel van dit bedrijf. Er werd inmiddels staal geproduceerd. In 1856 richtten de gebroeders Simson het staalbedrijf Simson & Co. op

### 19e eeuw

#### Simson & Co.
Simson & Co. produceerde aanvankelijk staal voor de vervaardiging van jacht- en militaire geweren. Later werden ook vuurwapens en lopen geproduceerd. Vanaf 1866 werd het Pruisische leger door Simson van wapens voorzien. In 1871 werd een stoommachine gekocht om de machines in het bedrijf aan te drijven. In 1896 begon men ook rijwielen naar Brits voorbeeld te maken. Dat betrof waarschijnlijk modellen die leken op de veiligheidsfiets die John Kemp Starley in 1885 had uitgevonden. Simson werd al snel een grote producent van fietsen.

### Jaren nul

#### Simson auto's
In 1907 ontwikkelde men voor het eerst een kleine auto, die in 1908 klaar was, maar tot grote serieproductie kwam het pas in 1914. Tijdens de oorlog lag de autoproductie stil ten gunste van de wapenproductie. Na de oorlog werden nog enkele nieuwe modellen geproduceerd, waarschijnlijk in zeer kleine aantallen, en met steeds andere motoren. In 1924 werd de productie van deze auto's beëindigd, maar feitelijk helemaal opnieuw opgestart met de meer populaire Simson Supra-modellen.

#### Eerste Wereldoorlog
Het bedrijf had een grote groei doorgemaakt: van 20 werknemers in 1855 naar 1.200 in 1904 en 3.500 in 1918. Daarmee was Simson & Co. een van de grootste werkgevers in Suhl. In 1919 was de kleine staalfabriek dan ook uitgegroeid tot een enorm nieuwbouwcomplex, en tevens was een fabriek in Berlijn geopend. Tijdens de Eerste Wereldoorlog produceerde het bedrijf geweren en het Luger P08 pistool.

### Jaren twintig
Na de oorlog moest de wapenproductie beëindigd worden, maar het vredesverdrag van Versailles bood de mogelijkheid om in 1925 een contract met de Reichswehr af te sluiten voor de levering van lichte machinegeweren.
In 1924 was de autoproductie weer opgestart. Men maakte luxe modellen, die onder de naam "Simson Supra" populair werden. De Simson auto's waren meteen voorzien van moderne en dure techniek. In 1926 begon de ontwikkeling van de automotoren van Simson eigenlijk "achterstevoren" te verlopen. Was men de "Supra" serie begonnen met uiterst moderne motoren met dubbele bovenliggende nokkenassen, de nieuwe motoren hadden weliswaar kopkleppen, maar die werden nu door stoterstangen bediend.

### Jaren dertig
Het bedrijf overleefde de beurskrach van 1929 door de monopoliepositie als wapenleverancier voor de Reichswehr, maar de crisissituatie veroorzaakte wel klachten van het verbond van wapenfabrikanten in Suhl, omdat de overige bedrijven zwaar te lijden hadden. De nationaalsocialisten grepen deze onvrede aan om de Joodse bedrijfsleiders Arthur en Julius Simson te belasteren en aan te vallen.

#### Waffen- und Fahrzeugwerke GmbH
In januari 1933 doopten Arthur en Julius Simson hun bedrijf om tot "Waffen- und Fahrzeugwerke GmbH", om hun Joodse naam uit de firmanaam te halen en daarmee de angel uit de aanvallen van de nationaalsocialisten te halen, maar Fritz Sauckel, inmiddels rijksstadhouder van Thüringen, begon een onderzoek naar vermeende bevoordeling van de Joodse firma Simson bij de verdeling van staatsopdrachten. Hoewel de Duitse rekenkamer (het Reichsrechnungshof) geen bovenmatige winsten kon vaststellen, kwam het op voorspraak van Sauckel in 1934 in Meiningen tot een showproces tegen Arthur Simson. Pas een jaar later werden alle aangeklaagden wegens gebrek aan bewijs vrijgelaten.

#### BSW
Nog tijdens het proces waren de broers Julius en Arthur Simson gedwongen hun bedrijf om te vormen tot de "Berlin-Suhler Waffen- und Fahrzeugwerke Simson & Co." en de NSDAP-stroman Herbert Hofmann als bestuurslid aan te nemen. Daarmee waren ze de leiding over hun bedrijf kwijt. In het kader van de "Arisierung" werd het bedrijf met een waarde van ongeveer 18 miljoen Reichsmark dat in 1934 nog 1,6 miljoen Reichsmark winst boekte, aangeboden aan de zakenman Friedrich Flick voor 8 à 9 miljoen Reichsmark. Flick sloeg het aanbod echter af. De autoproductie werd in 1934 beëindigd. In 1935 ging Sauckel in beroep bij het Thüringer Oberlandesgericht, waar hij een besloten proces kreeg. De bedrijfsleiding van Simson werd hier veroordeeld tot een boete van 9,75 miljoen Reichsmark. Onder bedreiging van geweld werden de broers Simson gedwongen afstand te doen van dat bedrag. Op 28 november 1935 werd Fritz Sauckel eigenaar van het bedrijf. De naam "Simson" werd opnieuw uit de bedrijfsnaam verwijderd, zodat het nu " Berlin-Suhler Waffen- und Fahrzeugwerke" ging heten. De merknaam werd kortweg "BSW". De familie Simson vluchtte in 1936 naar de Verenigde Staten. BSW legde een financiële basis voor de in 1936 opgerichte Wilhelm Gustloff-Stiftung, een stichting die genoemd was naar het vermoorde NSDAP-lid Wilhelm Gustloff. In 1936 verscheen de eerste lichte motorfiets, de BSW 98.

### Jaren veertig

#### Gustloff
Na het begin van de Tweede Wereldoorlog ging BSW naast motorfietsen ook kinderwagens en fietsen produceren. Het bedrijf was inmiddels opnieuw omgedoopt, ditmaal tot "Gustloff-Werke Waffenwerk Suhl". Er werkten 6.000 mensen, die ook wapens maakten. In 1944 werden alleen in de fabriek in Suhl al 61.450 MG42 machinegeweren geproduceerd. Martin Stolle ontwikkelde een hulpmotor voor fietsen voor de Gustloff Werke.

#### AWO
De wapenfabriek werd in 1945 door de Sovjets ontmanteld en de machines werden als herstelbetaling overgebracht naar de Sovjet-Unie. Met de overgebleven productiemiddelen werden jachtgeweren, fietsen en kinderwagens gemaakt, maar er werden ook reparatiewerkzaamheden uitgevoerd. De fabriek heette intussen "Fahrradfabrik der sowjetischen Aktiengesellschaft für Spezialmaschinenbau Awtowelo" en was opgenomen in het Sovjet-consortium "Awtowelo".

#### AWO 700
De Eisenacher Motoren Fabrik, eigendom van BMW, lag na de oorlog ook in de Sovjet-bezettingszone. Het Sovjet-bestuur (SMAD) wilde optimaal gebruikmaken van de BMW-techniek. AWO kreeg aanvankelijk opdracht een kleine serie boxermotoren te produceren, die in Eisenach waren ontwikkeld naar voorbeeld van de daar geproduceerde BMW R 75 en Zündapp KS 750. AWO produceerde zeven prototypen van een nieuwe motorfiets, de AWO 700. Deze had een 700cc- 166°-boxermotor. Deze vreemde constructie was afgekeken van de Zündapp, die een 170°-boxermotor had om de bodemvrijheid te vergroten. De prototypen werden in een aparte, geheime afdeling van de fabriek in Suhl gebouwd, en allemaal ter beoordeling opgehaald door de Kasernierte Volkspolizei, de voorloper van de Nationale Volksarmee.

### Jaren vijftig

#### AWO 425
Eind 1948 kreeg AWO de opdracht een nieuwe motorfiets te ontwikkelen. Het moest een 250cc-motor worden die geschikt was als zijspantrekker. De machine kwam in 1950 op de markt. Opvallend was dat ze technisch vrijwel identiek was aan de BMW R 25, die in hetzelfde jaar verscheen. Boring en slag waren gelijk, het geleverde vermogen ook, en beide machines hadden cardanaandrijving en plunjervering. Onderdelen waren echter nauwelijks uitwisselbaar. Deze 250cc-AWO kreeg de typenaam "425" (viertakt, 250 cc). Ze werd geproduceerd van 1950 tot 1960, maar kreeg in 1957 de naam "Simson 425". In 1955 verscheen een iets sterker model, de AWO 425 Sport, die uiteindelijk ook "Simson" ging heten en pas in 1962 uit productie ging.

#### VEB Fahrzeug und Gerätewerk Simson, Suhl
Vanaf 1 mei 1952 was het bedrijf niet meer Russisch, maar een VEB (VolksEigener Betrieb der DDR). Tot 1957 bleef men bij de motorfietsen echter de merknaam "AWO" voeren. Het bedrijf heette nu " VEB Fahrzeug und Gerätewerk Simson, Suhl" en ressorteerde niet meer onder Awtowelo, maar onder de nieuw opgerichte "Industrieverwaltung 19 Fahrzeugbau der DDR", dat later zou worden omgedoopt tot "Industrieverband Fahrzeugbau". In 1957 kwam bij de motorfietsen de oude naam Simson als merknaam weer terug.

#### SR1, SR2
Het besluit tot de productie van bromfietsen was al in 1953 door het IFA genomen. Het rijwielgedeelte werd in Suhl ontwikkeld, de motor bij MZ. De motor werd echter geproduceerd bij "Büromaschinenwerk Sommerda", dat was ontstaan uit de Rheinischen Metallwaren- und Maschinenfabrik Düsseldorf-Mehrendorf. De naam SR1 was dan ook samengesteld uit "Simson", "Rheinmetall" en, vanwege het eerste model, "1". In 1955 startte de productie. De SR1 was een lichte bromfiets, die door zijn lage instap geschikt was als damesmodel. Zowel vóór als achter was rubbervering toegepast. Het werd een bijzonder
succesvol model. Qua plaatwerk had de SR2 meer "vlees op de botten". Daardoor zag de machine er veel forser uit en was de SR2 meer bromfiets en minder gemotoriseerde fiets.

#### KR50
In 1958 verscheen de KR50. Dit was een bromscooter, die op alle fronten afweek van de bromfietsen. Alleen de voorvork van de SR2 was gelijk. Omdat de bromscooter door het vele plaatwerk 68 kg woog, was een sterker motorblokje nodig. De KR50 had een zeer lage instap en werd daarom zeer populair bij vrouwelijke klanten. In 1959 werden al sterkere banden gemonteerd, en in 1960 kreeg de machine een ronde snelheidsmeter. In 1962 werden grotere aanpassingen gedaan. De achtervering werd verbeterd en de voorvering van de SR2E werd overgenomen. In 1964 ging het model uit productie, maar toen waren er al 164.000 van verkocht.

### Jaren zestig
In 1962 stopte de productie van de motorfietsen, om plaats te maken voor de succesvolle bromfietsen. Daarmee kreeg MZ het monopolie in de DDR op motorfietsgebied. Vanaf de jaren zestig werd Simson een tamelijk succesvol bromfietsmerk, geholpen door de planeconomie van de DDR. Door de modulebouw, die niet alleen binnen de fabriek, maar in de hele DDR werd doorgevoerd, kon men met een aantal basisonderdelen, zoals motoren, frames, voor- en achtervorken veel verschillende modellen produceren. In 1968 werd Simson samengevoegd met de "VEB Ernst-Thälmann-Werk Suhl", en de bedrijfsnaam veranderde daardoor in "VEB Fahrzeug- und Jagdwaffenwerk "Ernst Thälmann".

#### SR2E
In 1960 verscheen de SR2E, een luxe uitvoering van de SR2 bromfiets, met de "E" van "Export". De rubbervering was vervangen door schroefvering en het motorblokje was iets sterker.

#### M53 en M54 motoren
In Suhl ontwikkelde men in het begin van de jaren zestig een nieuw modulair gebouwd tweetaktmotortje. Door de modulebouw, die ook bij de rijwielgedeelten werd doorgevoerd, kon het naar keuze worden uitgevoerd met een automatische- of handbediende koppeling, twee-, drie- of vierversnellingsbak, hand- of voetschakeling, pedaal- of kickstarter, rijwindkoeling of geforceerde koeling. boring × slag bedroegen 38 × 44 mm, waardoor de cilinderinhoud 49,8 cc bedroeg. De compressieverhouding was 9,5:1, en de mengsmering had aanmerkelijk minder olie nodig: de SR2 had nog een mengverhouding van 1:25 (1 liter olie op 25 liter benzine), de M53 motor kwam rond met 1:33 en vanaf 1974 zelfs op 1:50. De motor was ook aanmerkelijk pittiger dan de oudere modellen en leverde 3,4 pk bij 6.500 toeren. In 1964 was deze motor klaar voor de productie. De M54 motor was identiek aan de M53, maar de "4" stond voor de vier versnellingen. Deze motor werd voor het eerst gebruikt in de SR4-3 Sperber uit 1967. De verschillende typen van deze motoren werden genoemd naar cilinderinhoud, aantal versnellingen en andere toevoegingen. Bijvoorbeeld:
- M=Simson Motor (de motoren uit Sömmerda hadden deze aanduiding soms ook)
- 5=cilinderinhoud × 10 (50 cc)
- 3=aantal versnellingen
- /X=uitvoering
- K= kickstarter,
- H=handschakeling,
- F=voetschakeling,
- R-Roller (scooter) uitvoering (met aangepaste kabelboom en schakelmechaniek)

Men had inmiddels ook besloten de saaie typenamen wat te verlevendigen en zo verscheen de "vogelserie": Schwalbe (zwaluw), Sptaz (mus), Star (spreeuw), Sperber (sperwer) en Habicht (havik).

#### GS50, GS50-1, GS75 en GS75-1
Vanaf 1962 produceerde men op zeer kleine schaal, alleen voor fabrieksrijders van de "Allgemeiner Deutscher Motorsport Verband" (ADMV) en de "Gesellschaft für Sport und Technik" lichte terreinmotoren voor de inzet in de International Six Days Enduro. De eerste modellen GS50 en GS75 waren slechts kort leverbaar, tot 1965. De GS50-1 en GS75-1 werden vanaf halverwege de jaren zestig tot in 1979 gebouwd, maar in de loop der jaren wel steeds aangepast. Grote successen waren er voor de Simson GS-modellen zelden weggelegd.

#### KR51 Schwalbe-serie
De "Schwalbe" was de eerste Simson uit een lange serie met vogelnamen. De machine was bedoeld als tweezits scooter. In januari 1964 begon de productie van de KR51 Schwalbe, maar die moest regelmatig stilgelegd worden door een gebrekkige aanvoer van onderdelen. Vanaf april 1964 werden de machines met regelmaat geleverd. De Schwalbe had uiteraard de nieuwe 3,4 pk sterke M53 motor, met geforceerde luchtkoeling met een radiaalventilator. Er was veel aandacht besteed aan de onderhoudsvriendelijkheid. Dankzij de krachtige M53 motor kon ook een passagier worden meegenomen en was er dus een duozadel aangebracht. In 1968 werd de Schwalbe verbeterd en verscheen de KR51/1-serie.

#### SR4-1 Spatz en SR4-2 Star
In 1964, hetzelfde jaar dat de "Schwalbe" op de markt kwam, verschenen nog twee "vogelmodellen", de Spatz (mus) en de Star (Spreeuw). Dit waren meer echte "bromfietsen", in tegenstelling tot de lichte, op gemotoriseerde fietsen lijkende SR1 en SR2-modellen. Ze hadden een nieuw frame, maar er was flink "gewinkeld" bij de scootermodellen. De Spatz had veel overeenkomsten met de KR50, de Star leek onderhuids veel op de KR51 Schwalbe. De Spatz werd nog geleverd als "Moped", met pedalen, maar later kregen alle modellen een kickstarter ("Mokick") en vaste voetsteunen.
Alle "Spatz" modellen hadden een eenpersoons zadel. De namen werden samengesteld uit de uitvoering: "P" voor "Pedale", "K" voor "Kickstart" en SK voor "Simsonmotor" en "Kickstart". De "Star", die in de herfst van 1964 verscheen had een sterkere motor en was daarom ook tweepersoons uitgevoerd. Toen de Star in 1975 werd opgevolgd door de S50 waren er 505.800 stuks geproduceerd. Dat was ruim drie maal zo veel als de "Spatz", die echter al in 1970 uit productie was gegaan. Toch was de Star populairder, waarschijnlijk vanwege de sterkere motor en de mogelijkheid een duopassagier mee te nemen.

#### SR4-3 Sperber
De SR4-3 Sperber kwam in 1967 op de markt en werd naast de bestaande "Spatz" en "Star" geproduceerd. Dit waren ook meer "bromfietsen", terwijl de Sperber met zijn 4,6 pk motor, grotere tank én langer zadel meer als "lichte motorfiets" (Kleinkraftrad) verkocht werd. Hij haalde dan ook 75 km per uur. Daardoor was er een rijbewijs nodig om hem te mogen besturen. In 1972 werd de productie weer beëindigd, toen er ca. 80.000 stuks verkocht waren. Dat kwam doordat er binnen de DDR weinig vraag was en omdat de export vrijwel niet op gang kwam. Bovendien was er al een opvolger gekomen: de SR4-4 Habicht.

### Jaren zeventig
De vogelserie liep nog voor een deel door in de jaren zeventig, maar er verschenen ook al enkele nieuwe modellen die moderner oogden. De Schwalbe scooter bleef echter een succesnummer en hield het gedurende het hele decennium vol. Nadat halverwege de jaren zeventig de S50 was verschenen, werd geëxperimenteerd met een 100cc-tweecilinder. Dit plan werd echter losgelaten omdat Simson daarmee de motorfietsenfabriek MZ in Zschopau concurrentie aan zou doen.

#### SL1 Mofa
De Simson SL1 was een kort leven beschoren: van 20 juli 1970 tot 31 maart 1972. Er werden er slechts 60.200 van gemaakt. De SL1 was een eenvoudige, goedkope automaatbromfiets ("Mofa") met een centrifugaalkoppeling die vooral bestemd was voor dames en voor klanten die de "schakelbrommers" uit de "vogelserie" te ingewikkeld en/of te duur vonden. De staat bemoeide zich met de ontwikkeling én de prijsstelling van de machine, waardoor de productie zo goedkoop mogelijk moest geschieden. Daarom kreeg de SL1 niet eens een afgeveerde voorvork. In 1971 werd de SL1, die bijzonder slecht verkocht werd, vervangen door de SL2, die wél voorvering had, maar ook dermate slecht verkocht werd dat de productie al snel werd beëindigd.

#### KR51/1 Schwalbe-serie (vervolg)
De KR51 Schwalbe bromscooter was een succesnummer en bleef gedurende de hele jaren zeventig in productie. De originele KR51 was al in 1968 uit productie gegaan, maar de opvolgers KR51/1, KR51/1F en KR51/1S bleven allemaal tot in 1980 leverbaar. In de jaren zeventig verschenen wel weer een aantal vernieuwde versies.

#### SR4-4 Habicht
De "Habicht" (havik) werd in 1971 de opvolger van de "Sperber" en werd dus ook als Kleinkraftrad (lichte motorfiets) verkocht. Het werd het laatste model uit de "vogelserie". Omdat nog steeds volgens het "Baukastensystem" werd geproduceerd, waren veel onderdelen van andere modellen uit de vogelserie afkomstig, en met name van de Sperber, omdat die al was gebouwd voor de hogere snelheid van 75 km per uur. Een logische ontwikkeling was de vervanging van de rijwindgekoelde motor door de M54/11KFL motor met geforceerde luchtkoeling. Toen de Habicht in 1975 uit productie ging waren er 77.000 gebouwd. Hij werd opgevolgd door de aanmerkelijk vlotter en sportiever getekende S50.

#### S50-serie
De S50 maakte een einde aan de "vogelserie", en was ten opzichte van die serie behoorlijk modern en sportief ontworpen. Daarmee sprak de machine de jeugd in de DDR heel wat meer aan dan zijn voorgangers. Het ruggengraatframe was nieuw en werd nog bij opvolgde modellen tot in 2002 gebruikt. De wielen en de remmen stamden nog van de "vogels". Opvallend is dat met het verschijnen van de S50 de vierversnellingsmotoren voorlopig verdwenen, maar deze serie had wél voetschakeling.

### Jaren tachtig
Tijdens de jaren tachtig was de grootste innovatie van de Simson modellen het verschijnen van een nieuwe basismotor, die in verschillende versies werd geproduceerd en waarbij de geforceerde luchtkoeling tot het verleden behoorde. De "Schwalbe" bleef in productie tot in 1986. Vanaf 1984 verschenen ook modellen met een iets grotere (70 cc) motor, op het carter van de 50cc-motoren. Als staatsbedrijf onder de DDR-planeconomie hoefde het zich niet druk te maken om concurrentie, maar desondanks werden er tamelijk moderne bromfietsen geproduceerd, waarbij nadrukkelijk aandacht werd besteed aan de export, die zich echter voornamelijk beperkte tot Oostbloklanden. Dat zou na de Duitse hereniging veranderen. In 1989 werden alle modellen voorzien van een 12 volt elektrische installatie.

#### M531 en M541 motoren
In 1980 werden de M53 en M54 motoren vervangen door nieuwe motoren, met een nieuwe boring/slagverhouding van 38 × 44 mm. De krukaskeerringen lagen nu aan de buitenkant van het carter, waardoor ze eenvoudiger vervangen konden worden. Geforceerde luchtkoeling werd niet meer toegepast. Het schakelmechanisme werkte nu met in de versnellingsbakassen verzonken wiggen, die door een inwendige as omhoog gedrukt werden en zo beurtelings de te schakelen tandwielen meenamen. Dit was een eenvoudig, goedkoop en onderhoudsvriendelijk schakelmechanisme, dat bovendien variatie in het aantal versnellingen vereenvoudigde. Daardoor konden de nieuwe motoren na de Duitse hereniging zelfs met vijf versnellingen geleverd worden.
Het vermogen was lichtjes verhoogd, maar de cilinder kon wel eenvoudig vervangen worden door een groter exemplaar, waardoor de basis voor de S70 werd gelegd.
De M541 werd als eerste ingebouwd in de nog steeds populaire "Schwalbe" en de S51.
De coderingen van de M531 en 541 motoren waren identiek aan die van de M53/M54, maar er werden twee letters toegevoegd:
- E=Elektrostarter (startmotor)
- S=(waarschijnlijk) Fußschaltwippe (hak-teen schakeling)

Tot de M531/M541 serie worden ook de vervolgversies en zelfs de grotere versies gerekend, en zo verschenen als basismotor ook de M541, M531, M542, M532 en de 70cc-M741 en M742.

#### S51-serie
De S51 loste in 1980 de S50 af. Het belangrijkste verschil was de nieuwe M541 motor, die nu weliswaar vier versnellingen had gekregen, maar de voetschakeling was vervangen door handschakeling. Alle accessoires van de voorganger S50 waren ook voor de S51 leverbaar en zelfs uitwisselbaar. De eigenaar van een S50 kon eventueel zijn eigen S51 maken door de motor te vervangen. Uiterlijk was er nauwelijks verschil tussen beide modellen en de nieuwe motoren pasten zelfs in een "Schwalbe" en zijn opvolger, de SR50 scooter. Van de S51 verschenen liefst dertien versies, verdeeld in de vier series S51N, S51B, S51E en S51C. Van de hele S51 serie werden uiteindelijk ruim een miljoen exemplaren verkocht. Na de Duitse hereniging werd het model in heel Duitsland geliefd, omdat door het Eenwordingsverdrag in het Westen in de rijbewijsklasse "M" viel, ondanks de topsnelheid van 60 km per uur. Deze rijbewijsklasse was eigenlijk voor een maximumsnelheid van 45 km per uur bestemd.

#### KR51/2 Schwalbe-serie
De Swalbe werd na het verschijnen van de M531 en M541 motoren uiteraard hierzien en van deze blokken voorzien. Daardoor kreeg deze nieuwe serie weer rijwindkoeling. In 1986 ging de Schwalbe-serie na 22 jaar uit productie en werd opgevolgd door de SR50.

#### SR50 en SR80
Pas in 1986 werd de verouderde "Schwalbe" afgelost door een meer modern bromscootertje, de SR50. Er werd een heel nieuw frame ontwikkeld, en ook het ontwerp was veel moderner en lichter. Het model had al een telescoopvork, terwijl de meeste scooters op dat moment nog een of andere vorm van schommelvoorvork hadden. Ook kon er als accessoire een startmotor worden gemonteerd. De SR50 was waarschijnlijk alleen uitgebracht vanwege de toelating als "Kleinkraftrad" en de daarbij horende rijbewijsklasse. De SR50 werd in verschillende uitvoeringen geleverd en overleefde ook de Duitse hereniging. Hij bleef tot aan het einde van het bestaan van het merk in 2002 in productie. De SR80 viel in West-Duitsland in de categorie "Leichtkraftrad". De naam moest hem ook in die categorie plaatsen, maar de SR80 had nog een 70cc-motor.
Alle modellen uit deze serie zijn herkenbaar aan hun zeshoekige richtingaanwijzers. Na de Duitse hereniging bleven deze modellen in productie tot 1991, maar omdat de producten uit de voormalige DDR in het algemeen als "minderwaardig" werden beschouwd, stortte de vraag in.

#### SD50
Op basis van de SR50 scooter werd in 1992 de SD50 triporteur ontwikkeld. De hele voorkant kwam tot onder de zitbank overeen met de SR50, achter de zitbank zat een breed frame met de achteras. De SD50 bleef tot aan het einde van het bestaan van Simson (2002) in productie en werd in 1996 "Albatros" gedoopt.

#### Super 80 en S70
De Simson S70 en Super 80 waren lichte motorfietsjes, die gebaseerd waren op de S51-serie, maar die de 70cc-motoren hadden. De benaming "Super 80" was uiteraard ingegeven doordat de machine in de 80cc-rijbewijsklasse moest acteren, maar de cilinderinhoud bedroeg slechts 69 cc. De Super 80 modellen waren namelijk uitsluitend voor de export naar West-Duitsland bestemd en werden geproduceerd op initiatief van de bandenhandelaar Lange uit Stuttgart. Deze serie werd eind 1983 gepresenteerd. De topsnelheid bedroeg 75 km per uur (Super 80: 79 km per uur). Daarmee voldeden ze aan de West-Duitse norm voor "Leichtkrafträder" van maximaal 80 cc en een maximale snelheid van 80 km per uur. Ze moesten in het Westen echter de concurrentie aangaan met topmodellen van de merken Kreidler, Zündapp en Hercules. Later werden alle modellen als S70 en S70 Enduro in de DDR verkocht.

### Jaren negentig

#### Suhler Fahrzeugwerk GmbH
Na de Duitse hereniging werden de tegoeden en het bedrijf door de Treuhandanstalt "afgewikkeld". In de praktijk hield dat de liquidatie van het bedrijf in, want het klantenbestand van Simson stortte volledig in. In 1991 wist men nog slechts 5.000 bromfietsen te verkopen. Het merk werd echter door de bedrijfsleiding en de werknemers meteen weer opgestart onder de naam "Suhler Fahrzeugwerk GmbH", waarschijnlijk nog onder verantwoordelijkheid van de Treuhand. Het bedrijf was echter danig ingekrompen. Ooit werkten er 6.000 mensen, maar bij het Suhler Fahrzeugwerk GmbH waren dat er slechts 200. Vlak vóór de liquidatie van het bedrijf verscheen nog een nieuw model, dat nog onder het DDR-regime ontwikkeld was, de S53, als opvolger van de S51-serie. De 70cc-modellen kregen een vrijwel identiek uiterlijk aan de S53, en gingen "S83" heten. Al vlug werden de machines aangepast aan de West-Duitse wetgeving en ging men ze steeds in drie versies bouwen: "Mofa" (50 cc en 25 km per uur), "Mokick" (50 cc en 50 km per uur) en "Leichtkraftrad" (70 cc). Ook werden de typeaanduidingen vereenvoudigd door letters uit het Grieks alfabet toe te voegen: "Alpha" voor straatmodellen, "Beta" voor allroads en offroads en "Gamma" voor scooters. Vanaf 1996 greep men terug naar de traditionele vogelnamen, waardoor Habicht, Sperber en Star weer terugkwamen, maar ook de "Albatros", een transportscooter. Het lukte het bedrijf niet in de voormalige Bondsrepubliek een behoorlijke dealernetwerk op te zetten. Tegen het einde van de jaren negentig werden voor het eerst weer viertakten geproduceerd.

#### Hotzenblitz
In 1989 begon de firma Hotzenblitz Mobile GmbH & Co. KG. in Ibach met de ontwikkeling van een elektrische auto. Ibach ligt in het zuidelijke deel van het Zwarte Woud, dat "Hotzenwald" wordt genoemd. Daarom kreeg de auto de naam "Hotzenblitz". De productie werd in 1993 opgestart bij de Suhler Fahrzeugwerk GmbH. In 1993 en 1995 werd de auto tentoongesteld op de Autotentoonstelling in Genève. In Suhl werden ongeveer 140 proefexemplaren gebouwd, maar in 1996 werd het project beëindigd. De auto heette inmiddels Hotzenblitz EL-Sport. Het project werd overgenomen door de " Treffpunkt Zukunft GmbH & Co KG" eind 1997. Er werden pogingen gedaan om het model te verbeteren, maar tot serieproductie kwam het niet.

#### S53-serie en S83-serie
De S53-serie onderscheidde zich van de S51-serie door een moderner ontwerp. Er was wat meer plastic gebruikt, waarbij vooral de kap rond de koplamp opviel. Sommige modellen werden "geknepen" om de topsnelheid van 60 km per uur te verlagen tot de in West-Duitsland toegelaten 50 km per uur. Dat werd bereikt door de poorttiming te wijzigen en een andere uitlaat te monteren. Vanaf eind 1990, toen de Duitse hereniging voltooid was, werden vrijwel alle modellen met 50 km per uur geleverd. Uiteindelijk konden de modellen alleen qua prijs concurreren met de West-Duitse en Japanse merken en bovendien was in West-Duitsland al de nieuwe rijbewijsklasse tot 80 cc ingevoerd. Daardoor is de S53-serie slechts in beperkte aantallen geproduceerd. Desondanks waren er vrij veel modellen en er werd royaal gebruikgemaakt van bonte kleurstellingen en kunststofdelen.
De S83-serie was feitelijk identiek aan de S53-serie, maar had de zwaardere 69,9cc-motoren. Daarmee moest men aanvankelijk concurreren tegen de Duitse producenten, maar vanaf 1990 had Simson praktisch het monopolie. De machines moesten uiteraard voldoen aan de Duitse "Straßenverkehrs-Zulassungs-Ordnung", maar daarnaast ook qua uiterlijk concurreren met Westerse modellen, waaronder niet veel Duitse. Zündapp had al in 1984 zijn merknaam en productiemiddelen aan het Chinese bedrijf Tianjin Zündapp verkocht, Kreidler werd in 1990 overgenomen en Hercules beëindigde de productie in 1989. De 200 personeelsleden van Simson werkten via het aloude modulair systeem en konden daardoor veel verschillende modellen uitbrengen, maar de veranderende Duitse wetgeving gaf ook dit merk uiteindelijk de doodsteek, toen de lichte rijbewijscategorie werd opgengesteld voor motoren tot 125 cc.

#### Terugkeer van de "vogelserie"
Vanaf 1996 ging men weer de “oude” vogelnamen gebruiken, refererend aan de geschiedenis van Simson. Alle nieuwe vogelmodellen kwamen uit de S53-serie. De toevoeging "Beach Racer" werd gebruikt voor de Enduromodellen met een hoog voorspatbord.
In 1996 werden de eerste “hernoemd”:
- De S53 Alpha C werd Habicht 50 S
- De S53 Beta werd Sperber 50 Basic
- De S53B werd Habicht 50
- De S53CX werd Habicht 50 CX
- De S53 Alpha M werd Habicht 25
- De S83 Alpha werd Habicht 80

In 1998 volgden nog twee modellen:
- De S53E werd Sperber 50
- De S53OR werd Sperber 50 Beach Racer
- De S83OR werd Sperber 80 Beach Racer

#### SRA50 Star, SRA25 Star en SRA 100 Star
In 1995 werden de scooters helemaal opnieuw ontworpen, hoewel de SR50/SR80 serie onder haar nieuwe naam "Gamma" nog steeds geprodueerd werd. De nieuwe 50cc-scooters kregen de naam "Star" (spreeuw). Het waren veel modernere ontwerpen, die ook een nieuwe Franco Morini motor kregen. Ze bleven tot in 2002 in productie. Het 100cc-model kwam waarschijnlijk niet verder dan het prototypestadium.

#### MS50 Sperber
In 1996 verscheen een nieuwe model, een bromfiets met felle kleuren en een heel nieuw uiterlijk, die 5 pk leverde en tot 2002 geproduceerd werd.

#### MSA50 Spatz en MSA25 Spatz
In 1999 werd een heel nieuwe bromfiets gepresenteerd, die in twee versies verscheen: 50 km per uur en 25 km per uur. Daarmee kwam de naam "Spatz" na bijna dertig jaar weer terug. Deze modellen hadden de motor én de automatische versnellingen van de nieuwe "Star" scooter gekregen en waren samen met de MS50 Sperber de laatste door Simson geproduceerde bromfietsmodellen.

#### Schikra 125, Schikra 125 Sport, 125 en 125RS
In 1998 presenteerde Simson twee 125cc-modellen, waarbij voor het eerst sinds 1962 weer viertaktmotoren waren gebruikt. Ze kregen de naam van een roofvogel: "Schikra". In 2000, na de overname van het merk door Kontec GmbH, verdween de vogelnaam en werden de machines 125 en 125 RS genoemd.

### Jaren nul
In 2000 werd Simson Zweirad GmbH overgenomen door Klaus Bänsch en zijn bedrijf Kontec GmbH. De bedrijfsnaam veranderde in Simson Motorrad GmbH. Men produceerde nog steeds enkele tweetaktmodellen, naast de 125cc-viertakten. Eind 2002 was duidelijk dat het bedrijf niet levensvatbaar was en in februari 2003 werd het faillissement uitgesproken.

## Trivia

### Eisenmotorrad
De opdracht voor de productie van de AWO 425 werd uit het Russisch vertaald als "Man baue ein Motorrad aus Eisen". Daarom kregen de AWO 425 modellen de bijnaam "Eisenmotorrad".

### Simson Duo
Dit gehandicaptenvoertuig wordt vaak, maar ten onrechte, als "Simson Duo" aangeduid. Het is oorspronkelijk een product van de Firma Louis Krause in Leipzig, die vanaf 1955 de "Krause Piccolo Trumpf" produceerde. Dit driewielige voertuig werd aangedreven door een Simson SR1 motortje, en ook de voorvork stamde van de SR1. Het enorme voorspatbord stamde van de IWL Pitty scooter. Met de vernieuwingen van de Simson motoren ging ook de "Piccolo Trumpf" mee, en bovendien werd na het verschijnen van de "Schwalbe" ook de wat slankere voorkant hiervan overgenomen. Later gingen diverse bedrijven in de DDR gelijksoortige modellen onder de naam "Duo" produceren, waaronder de "VEB Fahrzeugbau und Ausrüstungen Brandis" en later de "VEB Robur-Werke Zittau". Allemaal gebruikten ze de onderdelen van Simson, maar ze werden niet door Simson geproduceerd.